# Oligodon venustus
Oligodon venustus là một loài rắn trong họ Rắn nước. Loài này được Jerdon mô tả khoa học đầu tiên năm 1853.